# Dolichopus zhongdianus
Dolichopus zhongdianus är en tvåvingeart som beskrevs av Yang 1998. Dolichopus zhongdianus ingår i släktet Dolichopus och familjen styltflugor. Inga underarter finns listade i Catalogue of Life.